# Červená Magura
Červená Magura (1298 m) – szczyt w zachodniej części Niżnych Tatr, w Grupie Salatynów. Znajduje się w silnie rozczłonkowanym grzbiecie, który od najwyższego szczytu tej grupy – Salatína (1630 m) ciągnie się w zachodnią stronę i opada do doliny rzeki Revúca. Na wierzchołku Červenej Magury rozgałęzia się on na kilka grzbietów:
- grzbiet południowo-wschodni, dalej zakręcający na wschód i poprzez  Magurę (1416 m) łączący się z Salatínem.
- południowy grzbiet oddzielający doliny potoków Strelovec i Červený potok, niżej zakręcający na zachód i łączący się z Žiarem
- zachodni opadający do doliny Revúcy
- krótki północny, znów rozgałęziający się na dwa grzbiety. Główny biegnie na północ do Kotliny Liptowskiej, krótki północno-zachodni ze szczytem Kačianka opada do Podsuchégo w dolinie Revúcy.

Červená Magura jest niemal całkowicie porośnięta lasem, ale na jej dość płaskim grzbiecie znajduje się niewielka polana, pozostałość dawnej hali pasterskiej. Jeszcze większe hale znajdują się u południowo-wschodnich podnóży, w dolinie potoku Ráztočná oraz u północnych podnóży opadających do doliny potoku Ludrovanka.
Przez szczyt  Červenej Magury prowadzi granica Parku Narodowego Niżne Tatry. Należą do niego stoki północne. Szczyt jest punktem widokowym, nie prowadzi jednak przez niego jednak żaden szlak turystyczny.